# Xã Waterford, Quận Clinton, Iowa
Xã Waterford (tiếng Anh: Waterford Township) là một xã thuộc quận Clinton, tiểu bang Iowa, Hoa Kỳ. Năm 2010, dân số của xã này là 692 người.